# Вишеград (Босна и Херцеговина)
Вижте пояснителната страница за други значения на Вишеград.
Вишеград (на сръбски: Вишеград, на босненски: Višegrad) е град в Република Сръбска, Босна и Херцеговина. Административен център на община Вишеград. Намира се на река Дрина. Населението на града през 1991 година е 6902 души. Иво Андрич прославя Вишеград с романа си „Мостът на Дрина“ (1944).

## Население
Населението на града през 1991 година е 6902 души.

### Етнически състав
| Вишеград              |                |                |                |
| Година на преброяване | 1991.          | 1981.          | 1971.          |
| Мюсюлмани             | 3463 (50,17 %) | 2854 (47,66 %) | 2429 (49,91 %) |
| Сърби                 | 2619 (37,94 %) | 2446 (40,84 %) | 2141 (43,99 %) |
| Хървати               | 23 (0,33 %)    | 52 (0,86 %)    | 53 (1,08 %)    |
| Югославяни            | 270 (3,91 %)   | 518 (8,65 %)   | 107 (2,19 %)   |
| Други и неопределени  | 527 (7,63 %)   | 118 (1,97 %)   | 136 (2,79 %)   |
| Общо                  | 6902           | 5988           | 4866           |